# Bruderschaft Unserer Lieben Frau (Bremgarten)
Die Bruderschaft Unserer Lieben Frau, auch „Liebfrauenbruderschaft“, zu  Bremgarten (Schweiz) ist eine Bruderschaft, die sich zur Aufgabe gestellt hat, ihre Mitglieder zu unterstützen. Sie unterhält ausserdem, aus ihrem Finanzaufkommen, die „Muttergotteskapelle“ in Bremgarten.
Im 15. Jahrhundert gab es in Bremgarten eine „religiöse Liebfrauenbruderschaft“; die Gründungsurkunde der neuen „Bruderschaft Unserer Lieben Frau“  kann auf den 15. Juni 1452 zurückgeführt werden. Die neue Bruderschaft schloss sich einer bereits älteren Bruderschaft an. Die Gründungsmitglieder setzten sich aus Handwerkern der Textilindustrie zusammen. Die Statuten regelten zunächst einige liturgische Bestimmungen zu Andachten und zu Abschnitten in den Messfeiern.
Die Bruderschaftsmitglieder verpflichteten sich zur gegenseitigen Unterstützung, sie förderten sich untereinander und teilten die Aufgaben unter den verschiedenen Berufsgruppen und Ausbildungsgraden auf. Hierzu wurde später eine „Pflegeordnung“ geschaffen. 1461 erwarb die Bruderschaft vom Orden der Minderen Brüder ein Gebäude und gestaltete hierin ihre eigene  Kapelle, die spätere Muttergotteskapelle. Weitere Schenkungen und Erbnachlässe verliehen der Bruderschaft eine bedeutende Stellung innerhalb Bremgartens. Die um 1529 vorliegende Mitgliederliste wies 330 Eintragungen auf. Die Mitglieder kamen aus allen Berufsständen, es waren Geistliche sowie Männer und Frauen aller Schichten. So konnte die Gemeinschaft als Mitglieder den Abt von  Muri und die  Schwestern des Klosters St. Klara in Bremgarten nachweisen. In den Jahren von 1750 bis 1900 bemühte sich die Bruderschaft, den Ortsgeistlichen als Präses zu gewinnen. Man war bemüht, eine eigene selbständige Pfarrei zu gründen, diese Pläne scheiterten an der  bischöflichen Genehmigung.
Am 30. November 1819 beschloss die Generalversammlung, keine ortsfremden Männer und Frauen mehr aufzunehmen. Das letzte weibliche Mitglied wurde ebenfalls 1819 erwähnt. Im 19. Jahrhundert entwickelte sich die „Bruderschaft Unserer Lieben Frau“ zu einer rein männlichen  Bruderschaft.

Die Statutenreform vom 20. März 1862 legte einen vereinsrechtlichen Vorstand fest, eine weitere Neufassung folgte am 14. August 1892, in der die römisch-katholische Konfession als Aufnahmebedingung festgelegt wurde. Die letzten gültigen Statuten stammen vom 2. Dezember 1971, hierin wird als Zweck festgelegt: 

„Erfüllung der Stiftung und Bestreitung der Bedürfnisse der Muttergotteskapelle, Ausrichtung von Stipendien an die Töchter aller Bruderschaftsmitglieder. Die konfessionelle Bindung und die Bedingungen der Bedürftigkeit werden aufgegeben.“